# Bleigny-le-Carreau
Bleigny-le-Carreau is een gemeente in het Franse departement Yonne (regio Bourgogne-Franche-Comté) en telt 295 inwoners (2004). De plaats maakt deel uit van het arrondissement Auxerre.

## Geografie
De oppervlakte van Bleigny-le-Carreau bedraagt 10,1 km², de bevolkingsdichtheid is 29,2 inwoners per km².
De onderstaande kaart toont de ligging van Bleigny-le-Carreau met de belangrijkste infrastructuur en aangrenzende gemeenten.

## Demografie
Onderstaande figuur toont het verloop van het inwonertal (bron: INSEE-tellingen).